# 金凤区
金鳳區，卽原新城區之新城（新满营、丰乐堡）部分，以及原银川城区与新城區之间所夹的郊区部分，是中華人民共和國寧夏回族自治區銀川市下轄的一個市辖区。面積共290平方公里，區人民政府駐黃河東路。原银川城区与新城區间所夹之银新乡及良田乡北部地区位于今金凤区东部，已成为金凤区区部，尤其是紧邻兴庆区（老城）的地块，今已是银川市政府所在地。

## 簡介
銀川市金鳳區近年發展工業。其轄區的金鳳工業區中，分為新材料工業園、高新技術工業園、特色醫藥工業園與綜合工業園。該區為銀川經濟工業的重心之一。另外，該区人民政府驻於新夏东路，邮政编码則為750011。2006年银川市级政府机关由兴庆区迁至金凤区，未来发展成为银川市的行政中心。

## 人口
根據第七次人口普查數據，截至2020年11月1日零時，金鳳區常住人口為643952人。

## 行政区划
金凤区下辖5个街道办事处、2个镇：
满城北街街道、黄河东路街道、长城中路街道、北京中路街道、上海西路街道、良田镇和丰登镇。